# Dardanus arrosor
Dardanus arrosor is een tienpotigensoort uit de familie van de Diogenidae. De wetenschappelijke naam van de soort is voor het eerst geldig gepubliceerd in 1796 door Herbst.

## Leefwijze en verspreiding
Dit dier schuilt in lege weekdierschelpen en leeft in symbiose met zeeanemonen. Hij is een bodembewoner van de Middellandse Zee.